# Артур (Небраска)
Артур (англ. Arthur) — селище (англ. village) в США, в окрузі Артур штату Небраска. Населення — 128 осіб (2020).

## Географія
Артур розташований за координатами 41°34′19″ пн. ш. 101°41′32″ зх. д. / 41.57194° пн. ш. 101.69222° зх. д. (41.571866, -101.692263).  За даними Бюро перепису населення США в 2010 році селище мало площу 0,80 км², уся площа — суходіл.

## Демографія
Згідно з переписом 2010 року, у селищі мешкало 117 осіб у 61 домогосподарстві у складі 35 родин. Густота населення становила 146 осіб/км².  Було 82 помешкання (102/км²).
Расовий склад населення:
| - 99,1 % — білих - 0,9 % — азіатів |

До двох чи більше рас належало 0,0 %. Частка іспаномовних становила 0,0 % від усіх жителів.
За віковим діапазоном населення розподілялося таким чином: 20,5 % — особи молодші 18 років, 51,3 % — особи у віці 18—64 років, 28,2 % — особи у віці 65 років та старші. Медіана віку мешканця становила 52,5 року. На 100 осіб жіночої статі у селищі припадало 105,3 чоловіків;  на 100 жінок у віці від 18 років та старших — 97,9 чоловіків також старших 18 років.
Середній дохід на одне домашнє господарство  становив 32 082 долари США (медіана — 21 875), а середній дохід на одну сім'ю — 45 689 доларів (медіана — 41 875). За межею бідності перебувало 12,4 % осіб, у тому числі 0,0 % дітей у віці до 18 років та 13,6 % осіб у віці 65 років та старших.
Цивільне працевлаштоване населення становило 54 особи. Основні галузі зайнятості: освіта, охорона здоров'я та соціальна допомога — 27,8 %, будівництво — 20,4 %, роздрібна торгівля — 11,1 %, сільське господарство, лісництво, риболовля — 11,1 %.